# Isla Farasan
Isla Farasan (en árabe: جزيرة فرسان) es la mayor isla de las Islas Farasan, pertenecen al territorio de Arabia Saudita, se encuentra en el mar Rojo a una distancia de aproximadamente 50 km de la costa de Jizán. Su dimensión es de 66 kilómetros de largo y 5,8 kilómetros de ancho, por lo que su superficie es de 682 km², el punto más alto de la isla no excede los 72 metros de altura sobre el nivel del mar, tiene la mayor diversidad biológica de los territorios de Arabia Saudita en el mar Rojo, es un área protegida. La ciudad principal de la isla es Farasan. Tiene 1000 habitantes según el censo del año 2004.